# Lauda Air

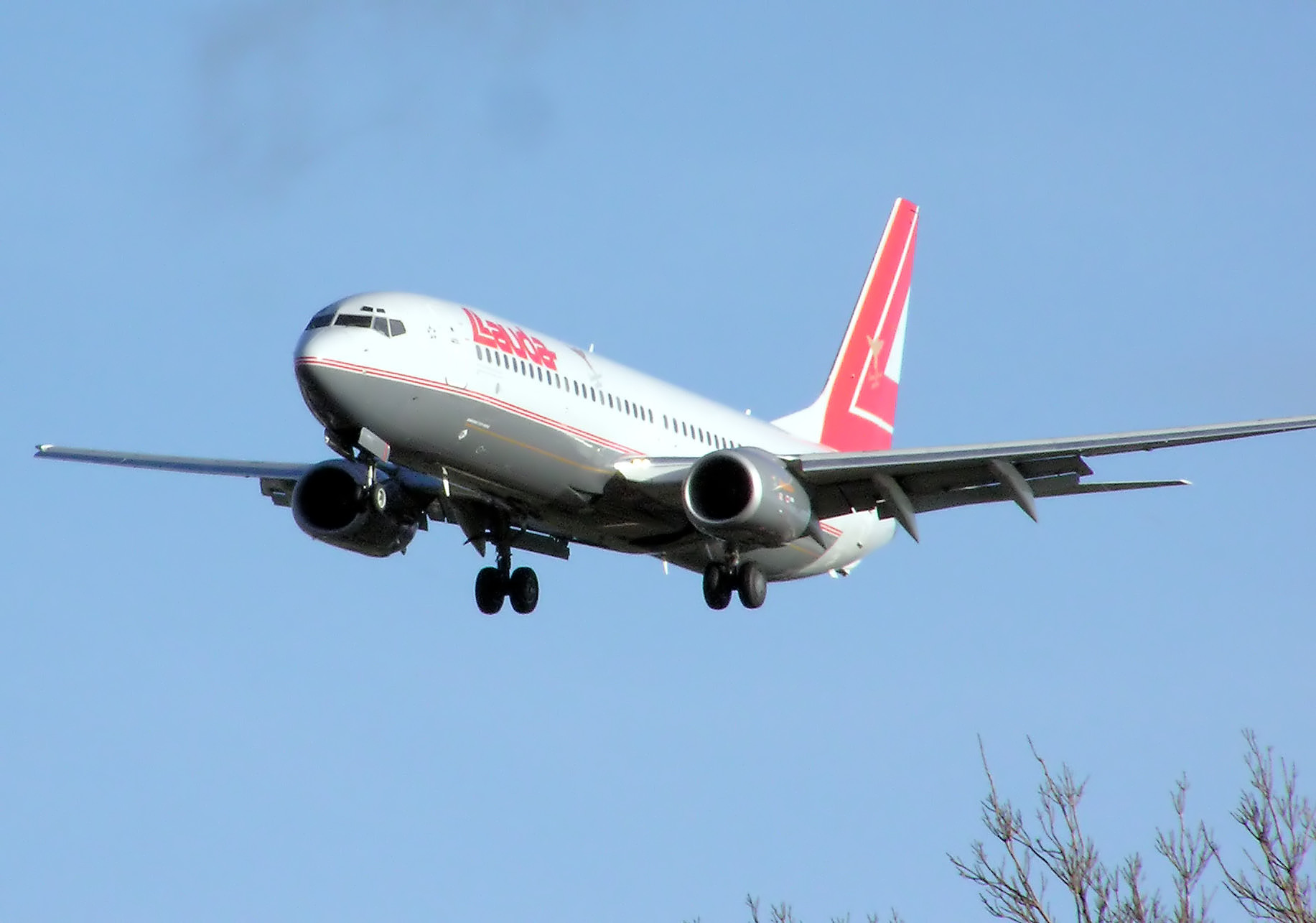
Lauda Air Boeing 737-300

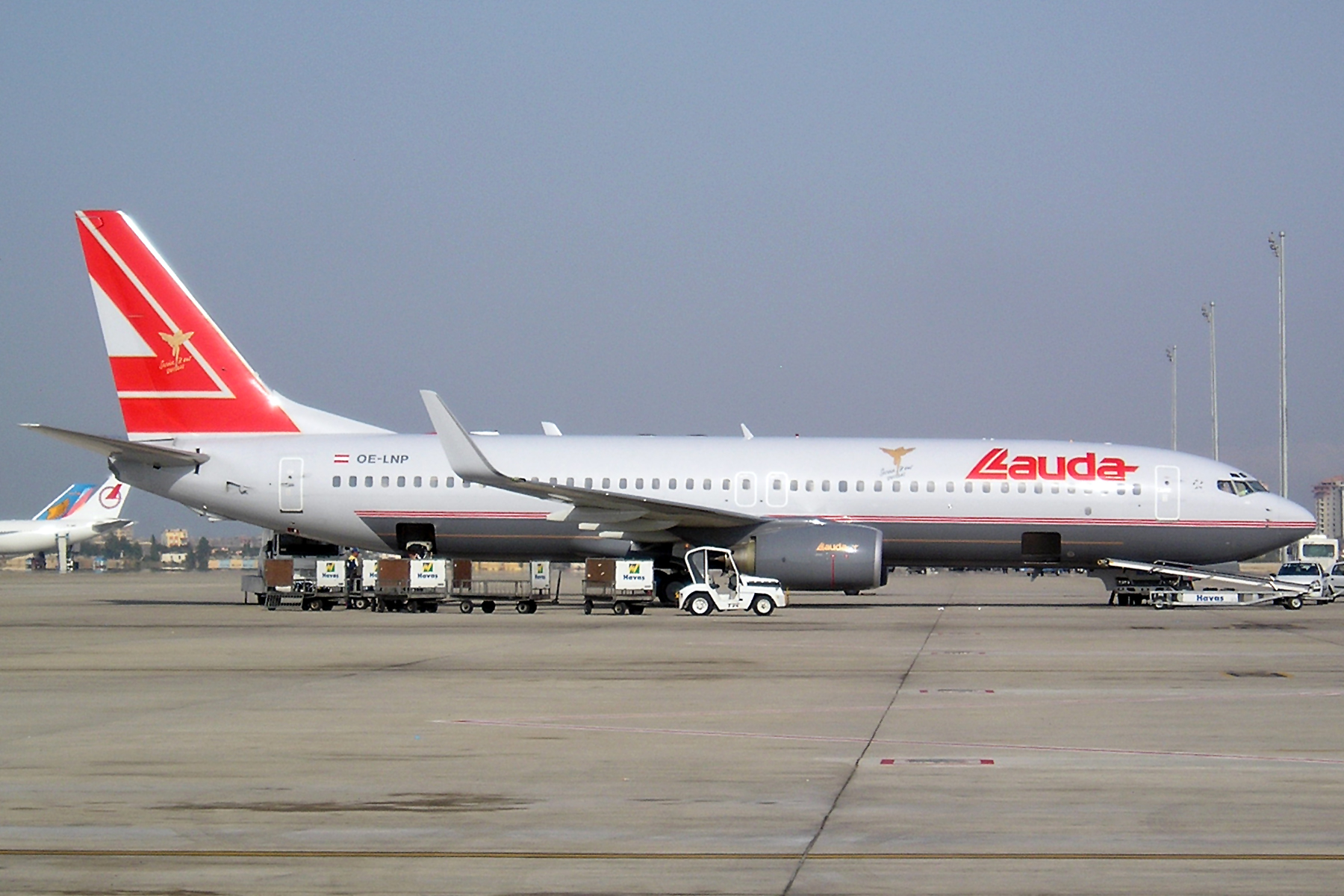
Lauda Air Boeing 737-800

Lauda Air was een luchtvaartmaatschappij uit Oostenrijk, opgericht in 1979 door naamgever Niki Lauda. Het bedrijf was later een dochteronderneming van Austrian Airlines. 

## Geschiedenis
De maatschappij begon in 1979 met twee Fokker F27's. Toen de maatschappij in de jaren 1980 groeide, werden twee Boeing 737-300 gekocht. In 1988 volgde de levering van de eerste van meerdere Boeing 767-300ER toestellen, waarmee Lauda Air met lijndiensten naar Bangkok, Hongkong, Sydney en later ook Melbourne begon.

### Overname
Op 12 maart 1997 nam Austrian Airlines 36% en Lufthansa 20% aandelen in Lauda Air. In 2000 verkocht Niki Lauda zijn aandeel in Lauda Air en Austrian Airlines vergrootte haar aandeel tot 88%. In 2002 nam Austrian Airlines alle aandelen over van Lauda Air, dat in financiële problemen gekomen was.
Lauda kocht korte tijd daarna een meerderheid van de in financiële problemen gekomen luchtvaartmaatschappij Aero Lloyd. Deze Aero Lloyd Austria bouwde hij in november 2003 om tot zijn eigen maatschappij Fly Niki.
Lauda Air was voornamelijk een vakantiechartermaatschappij. Vanaf 2011 vloog nog slechts één vliegtuig in de kleuren van Lauda Air, een Boeing 737-800 met registratie OE-LNK. In juli 2012 werd dit toestel overgedragen aan Austrian Airlines dochter Tyrolean Airways en werd het Air Operator Certificate ingeleverd. Alle andere vliegtuigen, die op dat moment nog tot de vloot van Lauda Air behoorden, vlogen in de huisstijl van Austrian Airlines.
Eind mei 2012 werd door Austrian Airlines bekendgemaakt dat het merk Lauda Air zou ophouden te bestaan. Eind maart 2013, bij de invoer van het nieuwe zomerschema, verdween het eigen merk Lauda Air. Alle vluchten werden opgenomen in Austrian myHoliday.

## Ongeluk
Op 26 mei 1991 stortte een Boeing 767-300ER met registratie OE-LAV van Lauda Air neer op de route Bangkok-Wenen. Twaalf minuten na de start kregen de piloten een waarschuwing dat door een systeemuitval op motor één de straalomkeerder zou worden ingeschakeld. Toen dit negen minuten later gebeurde brak het toestel op een hoogte van 24.700 voet. Alle 223 inzittenden kwamen om. Onderzoek wees uit dat een fout in de software van Boeing de oorzaak van het ongeluk was. Na het ongeluk werd opgeroepen om bepaalde stukken van de straalomkeerder in de Boeing 767's te vervangen.

## Samenwerking met anderen
In december 1992 ging Lauda Air een coöperatie aan met Lufthansa en vloog vanuit Wenen via München naar Miami. Een maand later nam Lufthansa daarom ook aandelen in Lauda Air. Vanaf maart 1993 kwam hier Los Angeles vier keer per week via München erbij.
Ook werd in 1993 Lauda Air S.p.A., een maatschappij in Italië opgericht. Deze vloog vanaf Milaan met een Boeing 767-300ER in het Caribische gebied.

## Bestemmingen
Lauda Air voerde onder OS-nummer lijnvluchten uit naar:
- Agadir, Antalya, Bozen, Chania, Chios, Faro, Fuerteventura, Funchal, Graz, Iraklion, Hurghada, Ibiza, Innsbruck, Karpathos, Kavála, Kefallinia, Las Palmas, Linz, Málaga, Malta, Marsa Alam, Mykonos, Palma, Preveza, Rhodos, Salzburg, Samos, Santorini, Sharm-el-Sheikh, Skiathos, Tenerife, Thira, Wenen, Zagreb ,Zakynthos.

## Vloot
De vloot van Lauda Air bestond in juli 2010 uit zeven stuks Boeing B737-800. Alle toestellen droegen namen van overleden artiesten: Frank Zappa, Falco, Gregory Peck, Miles Davis, Freddie Mercury, Kurt Cobain en George Harrison.